# Jordan Staal
Jordan Staal (Thunder Bay, Ontário, 10 de setembro de 1988) é um jogador de hóquei no gelo canadense que defende o Carolina Hurricanes, da NHL.

## Juniores e recrutamento
Em sua última temporada nos juniores, 2005-06, Staal marcou 28 gols e 40 assistências em 60 jogos e ajudou o Peterborough Petes, da Ontario Hockey League, a chegar às finais nacionais de juniores. Finalizada a temporada, o jogador chegou ao recrutamento de 2006 ranqueado como segundo melhor jogador de linha da América do Norte pela central de olheiros da NHL. No recrutamento foi selecionado pelos Penguins com a segunda escolha geral, atrás de Erik Johnson, escolhido pelo St. Louis Blues. Irmão de Eric Staal, do Carolina Hurricanes, era considerado um jogador com boa técnica e bom patinador para seu tamanho, além de mais "fisicamente dominante" que seu irmão mais velho na mesma idade. O gerente geral Ray Shero declarou logo em seguida que o que o fez escolher Staal, ao invés de outros jogadores cogitados, como Jonathan Toews, Phil Kessel e Niklas Backstrom, foi seu potencial.
Ao contrário do que se cogitou, o time não o escolheu com o intuito de trocá-lo, por já contar com dois centrais de talento em Sidney Crosby e Evgeni Malkin. Shero é quem garantiu: "Eu queria Jordan Staal. Nosso pessoal queria Jordan Staal. Foi basicamente um consenso. Eu não o escolheria para trocá-lo. Ele é um jogador com o qual você ganha uma Copa." Os Hurricanes, time de Eric, tentaram adquirir a escolha dos Penguins para reunir os dois irmãos, sem sucesso. Em sua primeira visita a Pittsburgh e à Mellon Arena, então o estádio do time, sua primeira visão foi a montagem de um espetáculo do Cirque du Soleil.

## Pittsburgh Penguins

### 2006-07
Por ele ser o jogador mais jovem disponível no recrutamento, acreditava-se que ao menos mais um ano nos juniores ser-lhe-ia benéfico, mas foi-lhe dada a chance de competir por uma vaga no elenco principal durante a pré-temporada, especialmente depois de uma contusão do também central Malkin, que o deixou de fora de alguns jogos na pré-temporada e fez com que Staal assumisse sua vaga durante esse período. Atuando em seis dos sete jogos do time na pré-temporada, Staal foi quem mais jogou em todo o elenco. Junto com Kris Letang, Staal foi um dos dois jovens que começaram a temporada no time de cima — ambos assinaram contrato pouco antes do prazo final, três dias antes da estreia do time, pelo máximo permitido para novatos: 850 mil dólares mais incentivos. Com isso, pela primeira vez na história da franquia os Penguins teriam em seu elenco três jogadores abaixo dos vinte anos de idade. Havia uma janela de nove jogos em que ambos poderiam atuar sem que seus contratos iniciais começassem a valer. Letang foi para a liga menor antes desse prazo; Staal acabou ficando. "Vamos tomar uma decisão na hora certa", explicava, evasivo, o técnico Michel Therrien. "Nós todos entendemos que ele está cada vez melhor." Seu primeiro gol na NHL, uma disparada em desvantagem numérica, foi considerado "espetacular", mas mesmo assim ele precisou da ajuda de seu pai para analisar o lance, pois dizia não se lembrar dele. Seus dois gols seguintes, numa vitória por 5 a 3 sobre o Columbus Blue Jackets em 21 de outubro, também vieram em desvantagem numérica.
Suas boas atuações, especialmente na defesa, convenceram a diretoria a mantê-lo no time, mesmo depois de uma segunda data-limite, o quadragésimo jogo, que representaria uma "temporada disputada" para efeito da contagem de sete "temporadas disputadas" antes de se tornar um agente livre irrestrito. Isso permitiria que ele ficasse um ano a mais em Pittsburgh, o que acabaria se tornando irrelevante quando ele renovou contrato em janeiro de 2009, mas até então era uma ameaça de que seu contrato poderia não ser renovado com tanta facilidade. "Tenho de continuar melhorando", dizia, antes mesmo da primeira data-limite. "Para ficar no time [com apenas dezessete anos], eu precisava ser confiável defensivamente", avaliaria Staal em 2010. Por já estar na NHL, Staal não foi convocado para o Mundial Júnior, em janeiro de 2007, quando defenderia a seleção canadense, possivelmente sendo até seu capitão. O caminho não foi só flores. Depois de um excelente mês de outubro, ele caiu de produção e chegou até a ser barrado em uma partida em dezembro, mas o técnico Therrien apressou-se em avisar que aquilo não era um sinal de que a diretoria estava perdendo a fé no jogador: "Quando decidimos manter Jordan Staal no time, dissemos que este seria um ano de desenvolvimento para ele. Temos um plano para ele e vamos manter esse plano." Essa partida foi a última que ele não disputou durante a temporada regular até o início da temporada de 2010-11, quando ficou de fora dos primeiros jogos por contusão, tendo completado 302 jogos seguidos, onze a menos que o recorde da franquia, pertencente a Ron Schock. Antes de completar trezentos jogos consecutivos, em 8 de abril de 2010, ele disse: "É legal. É bem especial. Tenho sido abençoado. Alguém está olhando para mim lá de cima. Estou feliz por estar no time todas as noites."
Ele teve de se aventurar durante metade do ano na ponta esquerda, devido à presença no elenco de Crosby e Malkin, indiscutivelmente os dois principais centrais do time. Malkin era o central de sua linha, a segunda do time, e Michel Ouellet o outro ponta. "O mais incrível para mim é que ele teve de aprender [como jogar em] uma nova posição desde o início, e ele o está fazendo aos 18 anos na NHL", elogiou o colega de time Mark Recchi, que também o hospedou em sua casa na primeira temporada. "Ele é provavelmente um dos nossos melhores matadores de penalidades, isso se não for o melhor." Nesse período, ele anotou uma sequência de cinco jogos marcando gols e também tornou-se o jogador mais jovem da história da NHL a marcar um hat-trick.
Se ele tivesse marcado mais um gol na temporada, os Penguins tornar-se-iam o primeiro time da história da NHL a ter em um mesmo ano três jogadores com mais de trinta gols e abaixo de 21 anos de idade. O sucesso de tantos jogadores jovens atraiu torcedores da mesma faixa etária para os jogos. "É exatamente isso", explicou o torcedor P.J. Hanna, de 21 anos. "Com Crosby, Malkin e Staal aqui… É legal ver jogadores dois anos mais novos que você."
Suas atuações fizeram Ron Cook, colunista do jornal Pittsburgh Post-Gazette, escrever: "Jordan Staal provou que é o melhor jogador de hóquei de dezoito anos no planeta." Ele não ficou com o Troféu Calder, que acabou com seu colega de time Malkin (Staal ficou em terceiro lugar), mas foi eleito para a seleção de novatos e participou do jogo das jovens estrelas, no dia anterior ao Jogo das Estrelas de 2007. Ele ainda teve o melhor +/- do time, +16, foi o segundo jogador mais jovem a marcar um gol desde a Segunda Guerra Mundial (por um dia), o terceiro jogador mais jovem a alcançar a marca de vinte gols, o quinto mais jovem a marcar nos playoffs e o mais jovem a marcar dois gols em desvantagem numérica no mesmo jogo, a marcar em uma cobrança de pênalti e a marcar um hat-trick, além de ter estabelecido alguns recordes para novatos, como os sete gols em desvantagem numérica que marcou e os 22,1% de aproveitamento de chutes a gol. Logo após a eliminação dos Penguins na primeira fase dos playoffs pelos Senators, Staal foi convocado, ao lado de Eric, para defender a seleção canadense no Campeonato Mundial. O Canadá ficou com a medalha de ouro no torneio.
As primeiras férias de Staal como jogador profissional não foram das mais calmas. Em uma festa com seu irmão mais velho Eric e outras doze pessoas, todos acabaram presos por perturbação da ordem e obstrução, e alguns, incluindo Jordan, ainda foram indiciados por beber antes da idade permitida. Staal acabou aceitando um acordo da promotoria em que se declarou culpado e pagou uma multa de 737 dólares. O incidente ainda obrigou-o a entrar para o primeiro estágio do programa de abuso de substâncias e de comportamento da NHL. No restante do período, Staal treinou com um instrutor particular, para aumentar sua força e velocidade.

### 2007-08
Mostrando que os acontecimentos das férias estavam superados, durante a campanha do vice-campeonato da Copa Stanley, na temporada de 2007-08, Staal destacou-se como um dos principais jogadores jovens da liga, apesar de seu rendimento na temporada regular ter decrescido em relação ao seu primeiro ano — inclusive, depois do recorde de gols em desvantagem para um novato, em sua segunda temporada não marcou nenhum gol nessa condição. A baixa produtividade pode ser creditada às suas novas responsabilidades como central da terceira linha, que costuma entrar no gelo para neutralizar a principal linha adversária, agora ao lado do novato Tyler Kennedy e do intimidador Jarkko Ruutu, em vez de ter um artilheiro como Malkin. Sua produção despencou de 42 para 28 pontos (nos primeiros três meses da temporada marcou apenas três gols), mas Therien analisava de outra maneira: "Se você vir seus números ofensivos deste ano comparados aos do ano passado, não é a mesma coisa, mas acreditamos que ele é um jogador muito melhor neste ano do que no ano passado. Não dá para julgar sempre um jogador por seus números." Na segunda fase dos playoffs, os Penguins venceram os Rangers de Marc Staal, irmão de Jordan, contando com um gol deste que garantiu a vitória no jogo 2, depois de um drible desconcertante de Malkin em Marc. Nas finais de conferência, Staal marcou dois gols no jogo 4 contra o Philadelphia Flyers, um dia depois do enterro de seu avô. Ao final dos playoffs, foi o terceiro artilheiro do time, com seis gols e uma assistência, mas não marcou nenhum ponto nas finais, contra o Detroit Red Wings, quando os Penguins perderam em seis jogos.

### 2008-09
A produtividade mais baixa em 2007-08 foi um dos fatores que fizeram com que Staal e seu empresário não negociassem ativamente um novo contrato ao longo das férias ou mesmo no início da temporada de 2008-09, quando Shero garantiu que tal negociação não era prioridade para o time naquele momento. "Em alguma hora vamos nos sentar e ver onde estamos, comparar notas", disse, em outubro. "Mas a hora não é agora." O começo de 2008-09 não foi bom para Staal, alternando entre as posições de ponta e central, mesmo depois de ele ter declarado durante os playoffs que se sentia "muito mais confortável" jogando como central. Therrien tentou encaixá-lo na ponta da linha de Malkin, para que ele fizesse o papel que até a temporada anterior pertencia a Ryan Malone, que deixara o time. Mesmo com uma média de mais de vinte minutos no gelo por partida, eu primeiro gol saiu apenas no 12.º jogo, e com rede vazia. Gols com rede vazia não costuma gerar grandes comemorações, mas Staal não se conteve e celebrou bastante, já que tinha passado o mês de outubro inteiro sem balançar as redes. Mas ele marcou o que talvez tenha sido o melhor jogo de sua carreira em 11 de novembro, quando marcou um hat-trick apenas no terceiro período, ajudando os Penguins a se recuperar de uma desvantagem de 5 a 2, e ainda deu a assistência no gol que decidiu a vitória por 7 a 6 na prorrogação contra o Detroit Red Wings. "Parecia que tudo que eu tocava ia para o fundo do gol", diria depois do jogo.
Com os dois gols que tinha marcado no jogo anterior, passou por uma boa fase, que não durou muito mais, tanto que no fim do mês ele voltava a ser elogiado, mas pelas suas características defensivas, durante uma sequência de pouca produção ofensiva. No começo do mês seguinte, foi designado como um dos dois capitães alternativos do time para o mês, em rodízio mensal promovido pela comissão técnica. Mas ao longo da temporada sofreu com uma inconstância que ele próprio reconheceria mais tarde, com bons períodos ofensivos alternados com seguidos jogos sem marcar, embora defensivamente suas atuações tenham se mantido num alto nível.
Em janeiro de 2009 Staal surpreendentemente renovou de maneira antecipada seu contrato com os Penguins, que lhe pagaria dezesseis milhões de dólares ao longo de quatro anos. Caso o contrato não tivesse sido renovado até 1 de julho, ele poderia aceitar ofertas de outros times, embora os Penguins ainda tivessem a opção de cobrir a oferta, o que seria improvável se esta tivesse um valor muito maior, algo perfeitamente possível. "Para mim, o importante não foi o dinheiro", disse à época. "Neste time há um monte de gente fantástica e, obviamente, que quero fazer parte dele." Entretanto, a renovação de contrato passou a ser tratada por jornalistas que cobrem o time como manobra para facilitar sua troca pela maior carência do time, um ponta de destaque, porque ele ainda é visto como terceiro central.
Dois dias depois da renovação de contrato Staal marcou seu primeiro gol em desvantagem numérica desde sua temporada como novato. Dois meses depois cogitou-se que ele poderia ser trocado antes do dia-limite de trocas, mas Shero foi enfático ao negar tal hipótese, apesar do interesse de outros times. "Este foi o primeiro ano em que fiquei preocupado que poderia ser trocado", confessou Staal. "Acho que nunca se deve dizer nunca, mas que bom que ainda estou aqui e [Shero] ainda me quer no time."

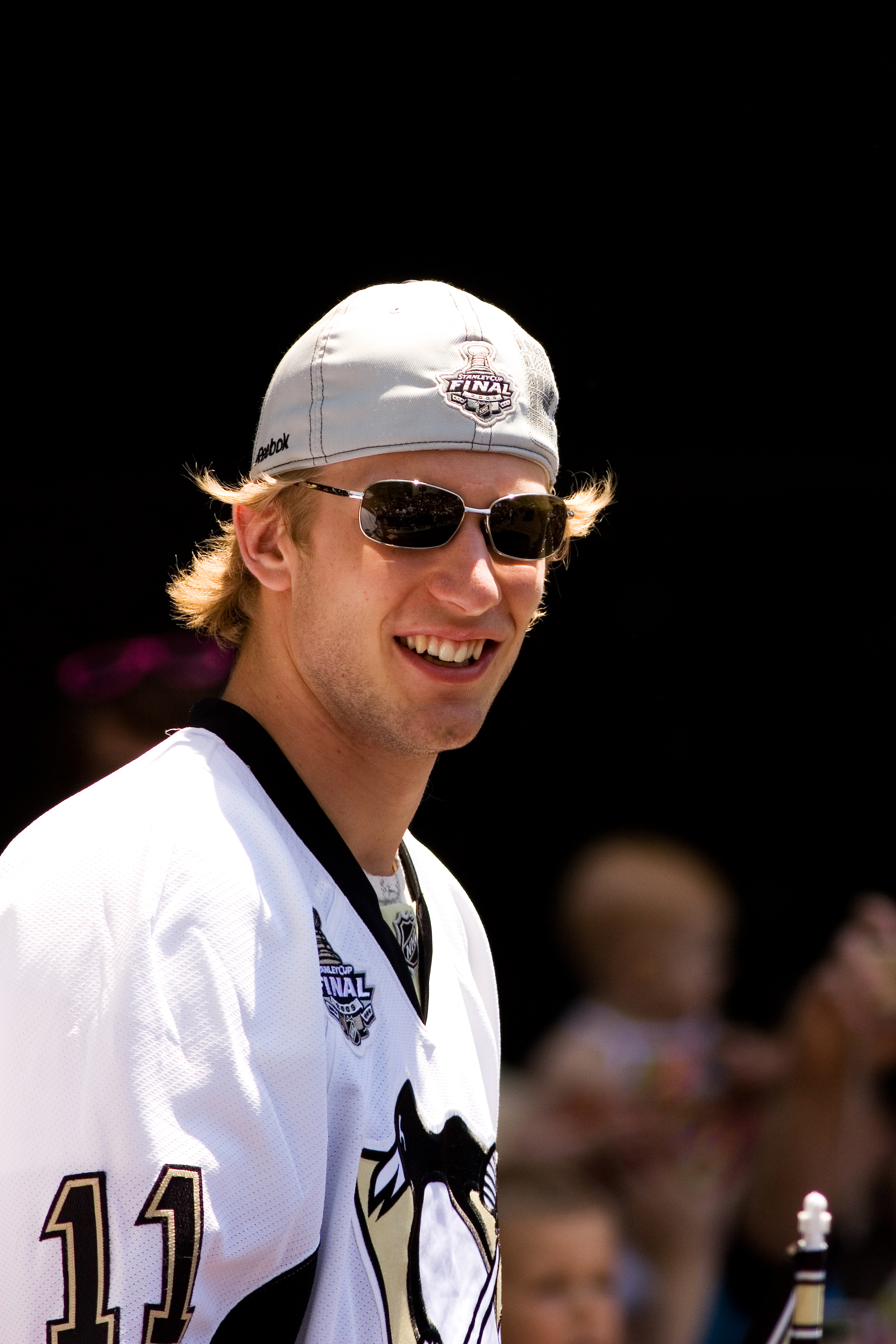
Staal durante a parada de comemoração pelo título de 2009, em Pittsburgh

O técnico interino Dan Bylsma, que assumiu o time com a demissão de Therrien em fevereiro, era mais um a apostar no potencial de Staal: "Acho que Jordan está percebendo o que ele pode fazer no ataque e como é difícil lidar com isso. Não sei se ele entende como os outros times o veem. Quando eles o enfrentam, não conseguem tirar o disco dele nem jogando de maneira mais física, e não sei se ele já percebe isso." A chegada de Bylsma pareceu despertar o potencial ofensivo de Staal, sem perder o aspecto defensivo, já que continuou sendo o melhor atacante em desvantagem numérica do time. Na reta final, quando os Penguins garantiram vaga nos playoffs, Staal destacou-se. Nos playoffs e nas finais, marcou alguns gols decisivos e foi peça importante na conquista da Copa Stanley pelos Penguins. Um ano depois o gerente geral Ray Shero classificaria Staal como o jogador que mais se destacou pelos Pens nas finais contra os Red Wings. Dois dos motivos foram o gol que ele marcou no jogo 4, quando os Penguins perdiam por 2 a 1 (no jogo e na série), o que permitiu a virada na partida, e o gol que abriu o placar no jogo 6, possibilitando novo empate na série. Esta seria vencida no sétimo jogo, e Staal foi um dos cinco jogadores escolhidos por Bylsma para garantir a vitória por 2 a 1 nos sete segundos finais.

### 2009-10
Logo no primeiro mês da temporada 2009-10, Staal assumiu como central da segunda linha devido a uma contusão de Malkin, ficando mais tempo no gelo e ganhando novas responsabilidades ofensivas. Foi a primeira opção do técnico Bylsma, apesar de sua terceira linha, ao lado de Tyler Kennedy e Matt Cooke, ser considerada a melhor terceira linha da liga. O próprio Staal disse em outubro que achava que sua linha era tão boa quanto qualquer segunda linha da liga. "Eu venho jogando com [Kennedy e Cooke] há muito tempo", disse o jogador. "Obviamente, a cada partida ao lado de novos jogadores é [um desafio] se adaptar a cada um." A contusão de Malkin, que vinha em uma sequência de 254 partidas consecutivas, fez com que Staal assumisse a liderança nesse quesito, então com 234, a quinta maior sequência da história do clube e a apenas uma partida do quarto colocado, Ron Stackhouse, que ele ultrapassaria dois jogos depois. Sua sequência quase foi ameaçada no começo da temporada quando sua perna foi atingida pelo patim de um jogador dos Devils no segundo período. Ele achou que iria ficar de fora de alguns jogos, mas acabou voltando já para o terceiro período, e o clube classificou o incidente oficialmente como "problema no patim". "Tive sorte", diria, alguns dias depois.
A metade da temporada trouxe a expectativa de que Staal pudesse ser convocado para a seleção olímpica canadense, a fim de disputar os Jogos Olímpicos de Inverno de 2010, em Vancouver. Na véspera da convocação ele admitiu estar ansioso, embora soubesse que não havia nada que pudesse fazer enquanto esperava. Staal acabou ficando de fora. Depois de uma vitória por 3 a 2 sobre os Oilers em Edmonton, em que Staal deu assistências nos três gols da virada, o chefe de olheiros dos Hurricanes e ex-gerente geral dos Senators, Marshall Johnston, que estava presente nas arquibancadas, elogiou bastante Staal ao jornal Edmonton Journal: "Staal é de longe o melhor central de terceira linha na liga e seria de segunda linha na maioria dos times — e também na primeira de alguns." Sua linha com Cooke e Kennedy, a única do time intacta desde o início da temporada anterior, foi elogiada por Bylsma em janeiro: "Eu diria que eles são provavelmente nossa melhor linha, posicional e estruturalmente." A linha foi quebrada no final de janeiro, com a contusão de Kennedy, e Staal foi promovido a central da segunda linha, o que empurrou Malkin para a ponta direita. "Senti-me bem jogando com [Malkin]", disse Staal após o primeiro jogo com a combinação. "Ele é um jogador talentoso e dá muito duro. Você só tenta achá-lo, tenta dar a ele o disco tenta pressionar o gol adversário. Acho que jogamos bem juntos." Em 4 de março creditou-se a Staal o gol da vitória na prorrogação contra os Rangers, mas no dia seguinte procurou a diretoria do time para dizer que não tinha encostado no disco, e com isso a NHL revisou o lance e deu o gol a Malkin. No final do mês, com a contusão de Sergei Gonchar, passou a servir como capitão alternado do time.
Ao longo da temporada consolidou-se como o jogador do time com maior tempo no gelo durante desvantagens numéricas, e o sucesso desse time especial fez com que ele passasse a ser mencionado entre os candidatos ao Troféu Selke, dado ao principal atacante defensivo da liga em cada temporada. "Não conheço outro atacante na liga em que eu confiaria mais nesse papel defensivo do que Jordan Staal", disse o técnico Bylsma. Ele ganhou o Prêmio Jogador dos Jogadores dos Penguins, escolhido por seus colegas de time e concedido antes do penúltimo jogo em casa da temporada, diante da torcida. "É legal saber que meus colegas de time gostam de mim", disse Staal ao receber o prêmio. "Adoro estar com esses caras. Adoro cada minuto. Eu não os trocaria por nada."
Ele liderou o time em mais/menos, com +19 (sendo, ao lado de outros dois jogadores, o 29.º da liga no quesito), e em gols marcados em desvantagem numérica, com dois, ao lado de Crosby e Malkin. Ele ainda foi o segundo atacante com mais tempo jogados em desvantagem numérica, com 274 minutos e oito segundos e igualou a melhor marca de sua carreira, com 49 pontos. Ao final da temporada regular de fato foi incluído entre os três finalistas do Troféu Selke, ao lado de Pavel Datsyuk, dos Red Wings, e Ryan Kesler, do Vancouver Canucks. "Quando você ganha essa confiança por matar penalidades nos últimos minutos dos jogos e jogando contra as principais linhas [dos adversários], isso meio que vira um hábito e algo a que ele está bem acostumado a esta altura", elogiou Crosby. "Ele vê isso como um desafio. Não é qualquer jogador que está preparado para ter essa responsabilidade todas as noites. Então isso dá uma boa ideia do jeito com que ele joga." Staal disse ter ficado surpreso com a escolha para finalista do prêmio: "Fiquei bastante surpreso quando ouvi, e bastante empolgado. Eu não estava esperando por nada. Obviamente, estou muito orgulhoso do que conquistei ao longo da temporada."
Nos playoffs Staal marcou um gol na primeira fase, contra os Senators, mas seu mais/menos foi de -5, embora no decisivo jogo 6 ele tenha contribuído com duas assistências. No primeiro jogo da segunda fase, contra o Montreal Canadiens, marcou seu segundo gol da pós-temporada e estava "jogando bem", mas nesse mesmo jogo sofreu uma contusão, especulada inicialmente como um corte na perna direita, o que seria confirmado depois. Alguns dias depois Staal descreveria assim o que se seguiu ao lance: "Fui para o banco e olhei para baixo. Não estava parecendo nada bom. Eu sabia que não era só um corte. Fui direto para o hospital, fiz uma pequena cirurgia, fui para casa e tive uma boa noite de sono." Ele não entrou em detalhes sobre a gravidade do ferimento.
Segundo o jornal Pittsburgh Post-Gazette, a contusão deixá-lo de fora por um período "significativo". Ele deixou o estádio de muletas. "Ele é uma grande parte do nosso time", disse Crosby ao final da partida, mas o técnico Dan Bylsma disse que seu estado seria analisado dia a dia. "Não é algo fácil de se lidar, mas é o que você tem de encarar. Não há nada que possamos fazer. Está fora do nosso controle." Incluindo playoffs, essa tinha sido sua 358.ª partida consecutiva. Staal sofreu uma cirurgia no seu pé direito e foi substituído no jogo seguinte por Mark Letestu na escalação, mas quem assumiu seu papel de central da terceira linha foi Maxime Talbot, que teve uma assistência no único gol dos Penguins, marcado por Matt Cooke.
No dia do jogo 3 Staal surpreendeu ao participar da patinação matinal e do aquecimento com o restante do elenco, ainda que não tenha sido escalado para o jogo. "Sei que deram risada quando falei que era coisa de dias", explicou o técnico Dan Bylsma. "Mas é coisa de dias. Ele está indo bem e progradindo." Apesar da dor e do inchaço, na manhã seguinte ao jogo 3 ele participou do primeiro treino após a cirurgia usando uma proteção de plástico sobre seus patins, embora garantisse à imprensa que não pretendia apressar sua volta. Ele voltou ao gelo no jogo 4, seis noites após a contusão, ainda com as proteções nos patins, depois de ser classificado como "decisão de última hora", e teve sua carga de minutos aumentada gradualmente, especialmente no terceiro período. "Todas aquelas dúvidas meio que sumiram depois dos primeiros lances, e eu senti-me bem confortável ao longo do jogo", diria Staal depois. "Foi melhorando à medida que o jogo corria." Ele disse ter recebido massagens nos pés durante o jogo. Ele também garantiu que os jogadores adversários não estavam tentando acertar seus pés com os tacos para tentarem se aproveitar da contusão, brincando que, se fossem os pés de Crosby, "seria diferente".
Os Penguins acabaram eliminados pelos Canadiens em sete jogos, perdendo a partida decisiva por 5 a 2, com um dos gols marcado por Staal. Na avaliação feita pelo jornal Pittsburgh Post-Gazette após a eliminação, Staal foi classificado como "melhor central número 3 da liga" e "ridiculamente durão", devendo ser parte importante do time por anos a fio. Pouco depois do encerramento da temporada para os Penguins, Staal submeteu-se a uma nova cirurgia no pé. "Só fiz um procedimento menor para ajudar a cicatrizar mais rápido", disse. Na cerimônia de premiação da NHL foi divulgado que Staal ficou em terceiro lugar na votação pelo Troféu Selke, entregue a Datsyuk. "Ser um dos candidatos a um prêmio como esse é algo muito especial e empolgante", diria Staal depois da cerimônia. "Não terminou do jeito que eu gostaria, mas havia alguns grandes jogadores concorrendo. Fiquei decepcionado, mas ao mesmo tempo empolgado só por estar aqui e ser parte disso."

### 2010-11
Depois que os Penguins assinaram contrato com dois novos defensores, Paul Martin e Zbynek Michalek, no primeiro dia de negociações com agentes livres irrestritos, sobrou pouco espaço sob o teto salarial para acomodar novos pontas para as duas primeiras linhas do time e, com isso, a comissão técnica passou a aventar seriamente a possibilidade de colocar Staal ou Malkin em uma das pontas. No caso de Malkin passar para a ponta, Staal passaria a ser o central da segunda linha do time.
Antes que pudesse voltar ao gelo, entretanto, Staal teve de enfrentar uma infecção em seu pé direito, decorrente da primeira incisão no local, em 30 de abril, a data da contusão. Apesar da infecção, o problema não estaria relacionado à volta rápida do jogador em maio nem ao tendão em si, que estaria forte, segundo Shero. "Assim que parece que ele está tendo algum progresso, a infecção volta", descreveu o gerente geral Ray Shero. Inicialmente, ele visava a voltar a jogar já na primeira partida da temporada, em 7 de outubro, desde que isso não causasse problemas físicos no restante da temporada. A expectativa era de que ele ficasse de fora pelos primeiros sete a dez jogos da temporada, interrompendo sua sequência de 302 partidas disputadas consecutivamente, a segunda maior sequência da história do time, apenas onze jogos atrás do recorde. "Você passa por altos e baixos ao longo da carreira", comentou o parceiro de linha Matt Cooke em 16 de setembro. "Ele está passando por tudo ao mesmo tempo. Felizmente, a maior parte disso foi nas férias."
Mesmo quando, segundo o próprio Staal, as dores já tinham sumido, ele ainda não voltou aos treinamentos de pré-temporada. "Ainda não estou próximo de [patinar]", disse Staal no final de setembro. "É um longo processo, e, obviamente, ainda há um longo caminho por trilhar, considerando que eu não treinei muito neste verão [setentrional] e tenho de entrar em forma." Na mesma entrevista, ele disse não estar preocupado com eventuais sequelas em suas atuações quando voltasse a jogar. Ele só voltaria ao gelo em 11 de outubro, participando dois dias depois da patinação matinal antes da partida contra o Toronto Maple Leafs. "Foi muito bom mentalmente e bom para o corpo sair, colocar os patins e voltar a me mexer", disse Staal, com um sorriso no rosto, após a segunda sessão. Ele disse ainda que sua perna direita, a da contusão, ainda não estava tão forte quanto a esquerda, e que ele precisava corrigir esse desequilíbrio. "Não há por que apressar a volta de Staal", afirmou o técnico Dan Bylsma. Ele foi colocado na lista de jogadores contundidos por longo período, a fim de que seus salário fosse descontado da conta para calcular o teto salarial enquanto estivesse fora. Seu primeiro treino com os outros jogadores foi em 19 de outubro, quando ele declarou, brincando, que poderia jogar já no dia seguinte, mas mesmo uma semana depois ainda não havia uma previsão de quando ele voltaria a jogar.
Em 28 de outubro ele participou, ao lado de Malkin, da apresentação do uniforme a ser usado no Clássico de Inverno, em janeiro. Dois dias depois foi anunciado que Staal deveria voltar a jogar no dia 3 de novembro, contra os Stars, em Dallas. "Eu me sinto muito bem", disse Staal após um treino rigoroso. "Obviamente, será minha primeira oportunidade para jogar. Vamos ver, no dia do jogo, se eu estarei me sentindo bem." Já sonhando com a volta, ele falava em uma carga de minutos mais leve no início — "Tenho certeza de que serei colocado aos poucos", disse —, porque não tinha certeza de como estava seu condicionamento físico, mas também não pretendia deixar de executar nenhuma de suas funções habituais, como uma das linhas de desvantagem numérica. Ele dizia que o pé tinha melhorado bastante. Entretanto, no dia seguinte, foi outro membro que lhe causou problemas: durante um treino ele quebrou a mão direita, acertada por um disco, e a comissão técnica programou uma cirurgia no local já para o dia seguinte, a véspera da partida contra o Dallas. A expectativa passou a ser de mais cinco a seis semanas fora. "Vamos ver depois da cirurgia", explicou Shero. "Estamos sendo um pouco conservadores. Queremos que cicatrize direito." Com essa nova contusão, Malkin foi fixado no centro de sua linha: ele vinha alternando entre o centro e a ponta. Esse novo atraso fez o próprio Malkin deixar de ter certeza se jogaria com Staal quando este voltasse: "Seria excelente se jogássemos juntos, mas também temos boas linhas hoje." Duas semanas após a cirurgia, Shero garantia que tudo estava indo bem e o prognóstico de volta não tinha mudado, mas ressaltava, brincando: "Bata na madeira." Staal voltou ao gelo em 19 de novembro, a sexta-feira de uma semana em que foi visitar seus pais e o irmão Eric na Carolina do Norte e depois recebeu o irmão Marc, que foi a Pittsburgh com os Rangers para uma partida. A partir de então ele passou a patinar sem luva e com proteção na mão direita, embora segurando o taco com as duas mãos, mas, mesmo assim, não conseguiu voltar na metade de dezembro, o que faria a nova ausência ultrapassar as cinco ou seis semanas originalmente previstas. Essa informação fez com que alguns veículos de notícias divulgassem que Staal teria fraturado a mão uma segunda vez, versão que os Penguins refutaram, com o jornal Pittsburgh Post-Gazette garantindo ser essa a informação correta. Segundo Bylsma, o pino colocado na mão do jogador já tinha sido retirado e havia sinais de calcificação. "O principal é ter certeza de que houve a cicatrização", disse Bylsma. "Com o uso da mão, você talvez tenha de esperar cicatrizar mais do que se fosse, [por exemplo], um dedo. Ele continua mostrando um processo de cicatrização, e isso foi visto no último exame de raio-x." Nem os Penguins nem Staal disseram encarar a demora como recaída, mas, sim, como uma nova previsão. "Só precisei de mais tempo", avaliou o jogador. "Foi apenas um longo processo de cicatrização, muito mais longo do que eu esperava."
A ausência de Staal foi notada desde o início da temporada, mas ressaltada à medida que se estendia. "Muitos pareciam perceber antes desta temporada que Jordan Staal era uma parte importante deste clube", escreveu Dave Molinari, do Post-Gazette, em novembro. "Mas nada que ele já fez no gelo enfatizou tanto essa ideia quanto sua ausência nas últimas seis semanas. Se Staal estivesse no elenco, é difícil imaginar que acontecessem coisas como a implosão dos Penguins no terceiro período contra o Boston em 10 de novembro [quando os Penguins venciam por 4 a 2 e perderam por 7 a 4]." Apesar de sua ausência, quando ele finalmente voltou ao gelo, na quadragésima partida do time, os Penguins lideravam a NHL.
Ele participou da patinação matinal em 26 de dezembro e falou sobre uma eventual volta no Clássico de Inverno, jogo disputado ao ar livre em 1 de janeiro. Nessa patinação matinal, Staal abriu mão da proteção que restringia o movimento de alguns de seus dedos e usou apenas uma bandagem por dentro da luva. "Sinto-me muito bem", disse na ocasião. "As coisas estão caminhando na direção certa. Se tudo estiver bem, nunca se sabe." Apesar do otimismo, ele ressaltava que queria ir um pouco devagar com sua mão. Raios-x feitos no dia 29 mostraram progresso e calcificação.
A volta de Staal deu-se no Clássico de Inverno, oito semanas e meia após sua última operação. Após a patinação matinal preparativa para o jogo, ele deu entrevistas dizendo que estava que poderia jogar: "Sinto-me pronto. É até meio engraçado eu estar pronto justamente para este jogo." Bylsma ainda mantinha a cautela: "Não acho que vamos colocá-lo para jogar vinte, dezenove minutos, como ele está acostumado, mas posso vê-lo já começando direto com catorze a dezesseis minutos, na equipe de desvantagem numérica e jogando como central ao lado de Malkin." Ele ganhou onze dos dezoito faceoffs que disputou, ficou no gelo por 14 minutos e 38 segundos, deu dois chutes a gol e desferiu três trancos. Quem perdeu a vaga no time titular para a entrada de Staal foi Chris Conner, e ele jogou na segunda linha, ao lado de Malkin, como previsto desde o início da temporada. "Quando você tem tanta adrenalina circulando, você vai se sentir bem de qualquer jeito", disse Staal após a partida. "Mas, mesmo no segundo e no terceiro períodos, eu ainda estava me sentindo muito bem. A mão estava bem, o pé estava bem. Só teria sido legal vencer o jogo." Ele disse que no dia seguinte ficou um pouco dolorido, mas, como era folga, depois melhorou. "Não ajudou muito o fato de meu primeiro jogo de volta ter sido em um gelo [sem as condições ideais para patinar]", explicou.
Ele usou uma proteção de plástico em seus patins, equipamento que ele disse que poderia seguir usando: "Eu usei [no Clássico de Inverno] e nem notei que estava usando. Se não notei, acho que posso passar a usar." Além dessa proteção, ele usou uma tala na mão direita, mudada para uma versão maior após seu quarto jogo. Nessa quarta partida, contra o Minnesota Wild, Staal levou um susto quando seu joelho direito foi atingido pelo joelho de Clayton Stoner. Ele caiu ao gelo demonstrando dor, mas voltou ao banco sem precisar de ajuda e não chegou a ficar de fora por mais tempo que o normal. "Foi só um susto", explicou. "Foi mais como uma picada, e depois diminuiu." Antes da partida seguinte ele foi reunido a sua antiga linha, ao lado de Cooke e Kennedy, com Malkin voltando a centrar uma linha, devido à ausência de Crosby por contusão. Essa ausência também deu a Stall um tempo maior nas linhas de vantagem numérica, incluindo participação na primeira linha, algo que era previsto antes de a temporada começar.
Seu primeiro ponto na temporada viria apenas na sexta partida, contra os Canadiens, uma assistência num gol de Tyler Kennedy no segundo período, mas nesse mesmo jogo ele ainda marcaria o gol da vitória e outra assistência, em gol de Goligoski. Quando Malkin se agravou uma contusão alguns dias mais tarde e também ficou de fora de algumas partidas, a linha de Staal foi "promovida" a primeira linha, enquanto o próprio central passou a ser o jogador mais procurado pela imprensa para as entrevistas diárias. "Eu não me sinto nada diferente de quando [Crosby e Malkin] estão no time", disse, à época. Sem as duas estrelas, suas responsabilidades durante vantagens numéricas aumentaram, e ele passou a ficar no gelo nessa situação em média três minutos a mais por jogo. Em compensação, sua média de tempo no gelo durante desvantagens numéricas caiu cerca de um minuto. "Você nunca vai ver Jordan sendo Sidney Crosby", explicou Bylsma ao jornal Pittsburgh Tribune-Review em abril. "Mas ele pode vencer Crosby cara a cara do jeito que ele joga. Ele pode não ser espalhafatoso, mas ele é uma força no meio, tanto no ataque como na defesa, e sua atuação em desvantagem numérica é sensacional. Isso tem sido um grande motivo para conseguirmos ganhar jogos contra bons adversários." Staal dizia não se preocupar com as novas responsabilidades: "É apenas algo que você tem de deixar no fundo da mente, preocupando-se com o que você pode fazer." A reunião com Cooke e Kennedy trouxe frutos para o time, que conquistou quatro vitórias nas seis primeiras partidas seguintes. "Por algum motivo, não importa quando for ou desde quando eles não jogam juntos", elogiou o técnico assistente Tony Granato, que cuida dos atacantes dos Penguins. "Parece que tudo volta automaticamente quando há uma química. Eles são muito familiares um ao outro e sabem como cada um joga."
Numa partida contra os Rangers em fevereiro ele foi tentar defender Kennedy depois de um tranco de Brandon Prust, recebeu uma cotovelada do jogador dos Rangers e revidou com um golpe, sem tirar as luvas, contra o rosto do adversário. Prust então caiu como se tivesse sofrido uma violenta agressão, e Staal acabou expulso da partida, sob a alegação de "intenção de machucar". Uma expulsão dessas acarreta em uma suspensão automática de uma partida, entretanto a NHL reviu o lance e decidiu cancelar a suspensão, permitindo que Staal jogasse a partida contra os Islanders no dia seguinte. "Eu não achava que deveria haver uma suspensão", declarou o técnico Bylsma depois de saber que ela estava cancelada. "Não com as regras em vigor. Fiquei aliviado que eles tenham interpretado dessa forma."
Três semanas depois ele foi atingido no rosto por um disco chutado com força pelo seu colega de time Kris Letang durante partida contra o Chicago Blackhawks. Com o time sem Crosby e Malkin, essa contusão foi motivo de preocupação, mas o técnico Bylsma estava confiante após a partida: "Ele fez sinal de positivo quando entrei no vestiário. Creio que isso signifique que ele está bem." Staal não chegou a ficar de fora de jogo algum por essa contusão. Em meados de março, ele pareceu "cansado" em uma partida contra os Canadiens, quando sua atuação foi qualificada como "horrível" pelo próprio gerente geral Ray Shero. "Jordan tem jogado muito melhor do que isso e, em alguns jogos, chega a ficar no gelo por 29 minutos", explicou Shero ao jornal Edmonton Journal. "Ele é um grande jogador tanto defensivo como ofensivo, e ainda tem apenas 22 anos. Adoramos tê-lo no time." Staal garantiu não ter ouvido a crítica de Shero, mas confessou saber que tinha jogado mal. Nessa mesma partida o zagueiro P.K. Subban, dos Canadiens, foi constantemente vaiado pela torcida de Pittsburgh, que não o perdoou pela contusão que Staal sofrera nos playoffs anteriores.
Na partida seguinte, contra o Edmonton Oilers, Staal redimiu-se, junto com o time. Ele marcou um gol e uma assistência na vitória por 5 a 1. "Precisávamos de um jogo de recuperação", afirmou o técnico Dan Bylsma. "E [Staal] saiu na frente." Com Cooke suspenso, Chris Kunitz assumiu seu lugar na linha, ao lado de Staal e Kennedy, com bons resultados. Os três creditavam essa boa fase ao fato de terem jogado juntos por um curto período quando da aquisição de Kunitz, em 2009. Ao longo de sua participação na segunda metade da temporada, com quase todas as partidas sem Crosby e a maioria sem Malkin, a produtividade de Staal subiu, passando a 0,73 ponto por jogo, de longe o melhor aproveitamento de sua carreira, superior a sua antiga melhor marca, de 0,6, conquistada em cada uma das duas temporadas anteriores.
Apesar dos bons números, a ausência de Staal durante praticamente toda a primeira metade da temporada tirou-o da concorrência pelo Troféu Selke. Ainda assim, ele foi o líder do time em gols da vitória, com quatro, ao lado de Alex Goligoski, igualando a melhor marca de sua carreira. Com seus onze gols e trinta pontos em 42 jogos, ele teria melhorado sua melhor marca (49 gols) em 82 jogos caso tivesse mantido a média. Sem Crosby e Malkin, os Penguins terminaram a temporada em quarto lugar no Leste, mas acabaram eliminados pelo Tampa Bay Lightning, quinto colocado, logo na primeira fase dos playoffs, em sete jogos. Ao fim da participação do clube, Bylsma avisou que a experiência de colocar Malkin em uma das pontas da linha centrada por Staal, que acabou não sendo possível em 2010-11 por causa das contusões dos dois jogadores, poderia ser repetida na temporada seguinte.

### 2011-12
Na primeira partida da temporada, contra os Canucks em Vancouver, Staal deixou o gelo na metade do terceiro período, não voltando nem para a prorrogação nem para a disputa de pênaltis. Apesar de ter saído mais cedo, ele marcou uma assistência em dezesseis minutos e 35 segundos no gelo. Segundo o técnico Dan Bylsma, Staal teve cãibras e desidratação. "O estádio estava quente, e sou um cara que sua muito, eu acho", explicou o jogador. "Tive muitas cãibras. Tentei jogar um pouco e quase não consegui." O jogador ganhou o dia seguinte, uma sexta-feira, de folga. Como ele já tinha ganho a terça-feira de folga, logo após uma folga coletiva na segunda, Bylsma teve de negar à imprensa rumores de que Staal estaria escondendo uma contusão. "Foi só isso [as cãibras e a desibratação]", concluiu Staal. Ele treinaria separadamente, fora do gelo, no sábado, para a partida daquela noite em Calgary, e foi escalado normalmente para ela. No dia 22, contra os Devils, Staal marcou duas vezes, e o segundo foi o seu centésimo gol na NHL.
Staal não ficara fora da partida contra os Flames, mas duas semanas depois acabou cortado do jogo contra os Leafs no dia 29, devido a uma contusão não-especificada na perna que ele sofrera em uma colisão com John Tavares, dos Islanders, dois dias antes. Na ocasião, ele foi direto para o banco após o choque e, em seguida, para o vestiário, mas voltou ao jogo alguns minutos depois e jogou até o fim. No primeiro treino após o jogo em Toronto ele foi um dos cinco jogadores fora da lista do departamento médico que não treinaram, mas o único que não tinha ganho folga. "Parece que ele provavelmente vai ficar bem, mas vamos ver como as coisas irão no restante da semana", explicou Bylsma. Apesar de Staal também não ter treinado no dia seguinte, Bylsma permanecia otimista quanto à participação do jogador na partida de dois dias depois, contra os Sharks. De fato, Staal treinou na véspera e até participou da patinação matinal no dia do jogo, mas em seguida disse estar preocupado em não agravar o problema.
Ele acabaria voltando na partida seguinte e, a partir daí, seus números ofesivos ganharam destaque. Apesar dos dois jogos que tinha assistido dos camarotes, ele chegou a dividir a artilharia do time com James Neal no início de novembro. Em meados do mesmo mês sua projeção de produção para a temporada inteira era de 42 gols, ou treze a mais que a melhor marca de sua carreira. O auxiliar técnico Tony Granato, que trabalha com os atacantes, atribuiu essa produtividade a uma maior confiança de Staal quando ele recebe o disco em áreas de onde é possível marcar: "Ele espera marcar quando consegue o disco [nessas áreas]. Acho que ele percebeu que pode ser um jogador ofensivo de elite. Ele sempre precisava de quatro ou cinco chances para pensar que podia marcar um gol. Agora ele acha que pode ter uma chance e marcar um gol. É uma grande diferença." A produtividade também podia ser atribuída à ausência de Crosby do elenco até aquele ponto, além das contusões que deixaram Malkin de fora de sete das dezenove primeiras partidas. Tudo isso sem descuidar da parte defensiva, que seguiu ganhando elogios da comissão técnica.
Em meados de dezembro, no entanto, Staal ficou novamente fora do time, que citou "precaução" como motivo. Ele ficara de fora do treino do dia 10 e da partida na noite seguinte, apesar de ter participado dos dez primeiros minutos da patinação matinal, após os quais foi para o vestiário e não mais retornou. A contusão, de natureza não divulgada, teria sido sofrida na partida contra os Flyers, no dia 8. Staal voltou na partida seguinte e ficou por 21 minutos no gelo, mas, apesar de ser o principal nome dos Penguins para faceoffs, pareceu algo limitado. Após a partida, ele ficou fora de dois treinos e voltou a ser dúvida para o jogo seguinte, do qual acabou sendo poupado novamente. Ele voltou contra o Chicago, tendo perdido apenas as duas partidas anteriores, mas a natureza de sua contusão acabou não sendo divulgada — o jornal Pittsburgh Post-Gazette cogitou que pudesse ser um problema na virilha. Após jogar contra os Blackhawks, Staal ganhou mais uma folga no treino do dia seguinte.
Na partida contra os Hurricanes em 27 de dezembro Staal tornou-se o sétimo jogador mais jovem, desde a grande expansão da NHL em 1967, a alcançar a marca de quatrocentos jogos na liga, aos 23 anos e 108 dias — 206 dias mais novo que o dententor do recorde, Bobby Carpenter. "Você se esquece de o quão jovem ele é", elogiou Bylsma. "Ele ainda é bem novo, mas também um cara que ja alcançou um nível diferente na maneira como joga. Ele consegue dominar nos dois lados do rinque."
Staal contundiu-se novamente em 6 de janeiro de 2012, em uma colisão com seu ex-colega Mike Rupp, dos Rangers. O atacante foi atingido no joelho esquerdo, caiu no gelo demonstrando bastante dor e precisou de ajuda para ir ao vestiário. Ele ficou fora do jogo contra os Devils no dia seguinte, mas seu prognóstico ainda não tinha sido definido. Isso só seria definido um dia depois, com uma previsão de quatro a seis semanas fora. Foi uma lesão no ligamento medial colateral, não no ligamento cruzado anterior, o que não exigiria cirurgia. "Não é tão ruim como poderia ter sido", escreveu o Post-Gazette. Quase ao mesmo tempo, James Neal, goleador do time na temporada, também sofreu uma contusão, no pé, e imaginava-se que ele teria de ficar de fora por semanas, mas acabou não ficando fora de nenhum jogo, pois seu pé não estava quebrado, como inicialmente cogitado. Além dos dois, estavam naquele instante fora do time Crosby (sintomas de concussão), Letang (concussão), Dustin Jeffery (joelho), Arron Asham (joelho) e Craig Adams (joelho). Apesar de a temporada de Crosby estar sendo considerada muito boa, quando saiu contundido ele estava no meio de uma sequência de dezessete jogos sem marcar assistências. Ele foi inserido de maneira retroativa na lista oficial de contundidos em 25 de janeiro, uma manobra puramente contábil para efeito de suavização do impacto do teto salarial.
Em 6 de fevereiro ele já estava treinando novamente, e Bylsma estimava que o central voltaria ao time "em cinco a dez dias". "É um grande jogador para ser inserido em seu elenco", comemorou o técnico. Staal declarou naquele dia ao Post-Gazette que só precisava preparar-se mentalmente para poder voltar. Dois dias depois, os Penguins devolveram os jogadores Colin McDonald e Jason Williams para o time de baixo, o que foi considerado um sinal de que a volta de Staal ao time era iminente. Sua volta seria efetivamente anunciada no dia seguinte, uma sexta-feira, para a partida de sábado contra o Winnipeg Jets, apesar de no treino da quinta-feira ele ter tido sua boca atingida por um taco errante, o que lhe valeu alguns pontos no local. "Estou me sentindo bem", disse o jogador. "O joelho parece estar bem forte." A dúvida era quem seriam seus parceiros de linha, já que Tyler Kennedy estava contundido, mas foi sanada antes mesmo do jogo, com a decisão de Bylsma de colocá-lo ao lado de Cooke e Pascal Dupuis. A volta deu-se 36 dias e quinze jogos  após a contusão. Em dezesseis minutos e catorze segundos no gelo, Staal contibuiu com um gol e uma assistência para a vitória por 8 a 5 sobre os Jets. "A assistência [no primeiro gol] foi uma jogada melhor que a do gol [o sétimo do time], mas estou feliz de vê-lo ter a oportunidade de marcar um gol", elogiou Bylsma. "Houve algumas vezes em que dava para perceber que ele não jogava havia uns quinze jogos, mas só a presença dele fez uma grande diferença na partida."
Exatamente uma semana depois daquela partida Staal foi multado devido a um tranco por trás próximo às bordas que deu em Braydon Coburn, dos Flyers, em partida que acabaria vencida porles Penguins por 6 a 4. O valor de 2,5 mil dólares era o máximo permitido pelo acordo coletivo de trabalho da NHL. O site Puck Daddy cogitou que a multa só não veio acompanhada de uma suspensão devido ao histórico limpo do jogador.
Staal terminou a temporada regular como líder do time em percentual de chutes, com 16,3% de seus chutes marcando gols. Nos playoffs, conseguiu um hat trick na quarta partida contra os Flyers. "Eu só queria manter o ritmo", disse o jogador. "Não queria perder o jogo. Queria dar o melhor de mim e chutar o disco, e tive a felicidade de mandar alguns para dentro." Os Penguins foram eliminados logo na primeira fase pelos arquirrivais Flyers em seis jogos, mas Staal terminou a série como artilheiro dos Penguins, com nove pontos (seis gols e três assistências), incluindo um hat-trick na goleada por 10 a 3 no jogo 4. Até o jogo 5, Staal era o artilheiro dos playoffs, mas acabou superado na partida seguinte por Claude Giroux, dos Flyers. A linha de Staal, ainda com Cooke e Kennedy, tornou-se nessa série uma linha de ataque mais do que uma linha de contenção, como normalmente era.

## Carolina Hurricanes
Ao final da temporada de 2011-12 faltava pouco mais de um ano para o contrato de Staal com os Penguins vencer, assim como o de Sidney Crosby. Além deles, o contrato de Evgeni Malkin duraria mais duas temporadas. Ainda em maio de 2012 o gerente geral Ray Shero falou sobre a situação, dizendo que não pretendia perder nenhum de seus três principais centrais. Shero garantiu que nenhum dos dois centrais manifestara o desejo de ir embora, nem mesmo Staal, apesar de rumores de que ele poderia se juntar ao irmão Eric na Carolina do Norte ou de que ele quereria ir para algum time onde pudesse ter uma maior participação ofensiva. Greg Wyshynski, do portal Yahoo! Sports, definiu assim a situação à frente de Shero: "Não há no mercado hoje nenhum central sequer próximo do que Staal oferece. Se ele se tornar disponível por meio de uma troca, será cobiçado por outros times. É apenas uma questão de se Shero deixará isso acontecer."
Pouco antes do recrutamento da NHL, em junho, Shero reiterou novamente que não tinha interesse em trocar Staal: "Eu quero renovar com Jordan. Essa é a minha intenção. Se ele quisesse sair, já teria me dito, e ele nada me disse a respeito." Já o agente de Staal, Paul Krepelka, preferia não falar sobre o assunto. Dois dias depois várias fontes divulgaram que Staal teria rejeitado a oferta de uma extensão de dez anos em seu contrato. Não foram divulgados os termos financeiros da proposta ou os motivos para a recusa do jogador. Dejan Kovacevic, colunista do jornal Pittsburgh Tribune-Review, tomou essa recusa como um sinal de que Staal queria deixar Pittsburgh, provavelmente com destino aos Hurricanes, onde seu irmão Eric jogava — seu outro irmão Jared fazia parte dos times de base do clube.
Em 22 de junho, data do recrutamento e do casamento de Staal, ele acabou sendo mandado para os Hurricanes, com os Penguins recebendo em troca a primeira escolha do Carolina (oitava geral), o central Brandon Sutter e o defensor Brian Dumoulin. A troca foi anunciada quando chegou a vez de os Hurricanes escolherem no recrutamento, escolha essa que foi repassada aos Penguins, que selecionaram o defensor Derrick Pouliot, do Portland, da WHL. Como o recrutamento estava sendo realizado em Pittsburgh, o anpuncio foi recebido com entusiasmados aplausos. Antes de anunciar a escolha de Pouliot, Shero aproveitou para agradecer a Staal pelos seis anos em Pittsburgh. Ele seguia garantindo que não tinha a intenção de trocar Staal até aquele dia: "Sempre pensei, até talvez alguma hora hoje, que Jordan estaria de volta conosco na próxima temporada. Eu não queria trocá-lo." As discussões entre Shero e Jim Rutherford, gerente geral dos Hurricanes, começaram por volta das 16h20 e foram concluídas cerca de duas horas e meia depois. Sutter chegou a Pittsburgh para substituir Staal na terceira linha e na equipe de desvantagem numérica. "Brandon tinha que fazer parte da troca", garantiu Shero. "[Sem ele], não concluiríamos a negociação." Rutherford recomendou seu ex-jogador: "Você olha para o Pittsburgh agora, e substituir Jordan por [Sutter] é uma boa para eles." Kovacevic destacou a aprovação recebida da torcida em coluna no dia seguinte: "No mundo esportivo, é rara a troca de uma estrela em seu auge, como Staal, ser trocada e ainda mais raro o gerente geral que fez a troca receber aprovação. Imediatamente. Sob os holofotes de um palco superdimensionado, em frente a milhares de torcedores gritando e aplaudindo de pé." Segundo ele, o problema teria sido o "desrespeito" de Staal. Cogitava-se que o dinheiro liberado sob o teto salarial poderia ajudar os Penguins no mês seguinte a contratar o ponta Zach Parise ou o defensor Ryan Suter, dois dos jogadores mais cobiçados naquele verão setentrional. O técnico Dan Bylsma lamentou a perda: "Eu vi-o crescer. É um grande jogador, fez grandes coisas. Vê-lo sair nessa situação não é a coisa mais fácil. Ao mesmo tempo, estamos ganhando um jogador [Sutter] que, em vários aspectos, vai-se encaixar bem no nosso time."
Staal foi informado da troca durante a recepção de seu casamento. Ele reconheceu ter se sentido desconfortável com a oferta de renovação por dez anos: "Receber aquela oferta sem ter certeza sobre qual seria o meu tempo no gelo ou meu papel no time… Eu preferiria ver como [a próxima temporada] seguiria e só então tomar minha decisão." Além disso, ele admitiu que gostaria de jogar ao lado de seu irmão: "Não é muito frequente que irmãos joguem na NHL. Jogar ao lado de um era algo muito especial. Se eu renovasse contrato em Pittsburgh por dez anos, as oportunidades de jogar ao lado de Eric diminuiriam consideravelmente." Rutherford, por sua vez, garantiu que Eric não fez nenhuma pressão para que Jordan fosse contratado. Staal também citou o fato de ficar "na sombra" de Crosby e Malkin como um fator que influiu em sua decisão. Ele gostaria de um maior papel ofensivo: "Obviamente, olhando para a frente, com [Crosby e Malkin] e muitos outros grandes jogadores, não parecia haver oportunidade para mim lá." Apesar disso, ele não demonstrava arrependimento pelos anos passados em Pittsburgh: "Ray [Shero] foi um cavalheiro ao longo das negociações. Fui tratado muito acima de qualquer expectativa. Passei alguns anos incríveis, obviamente ganhando a Copa. A cidade foi fantática. A torcida foi fantástica." E não escondeu que estava empolgado pelo desafio à frente: "Foi um dia muito empolgante na minha vida. Fui definitivamente uma notícia chocante, mas estou muito empolgado com ela. Com meus colegas de time [presentes ao casamento], ficamos um pouco emocionados." Foram 120 gols e 248 pontos em 431 jogos defendendo os Penguins pela temporada regular e 23 gols e 36 pontos 73 jogos de playoffs.
A troca já é considerada uma das mais importantes da história da franquia. Rutherford explicou que aumentou o preço pago porque Shero também estaria negociando com dois outros times. "Senti que, quando você tem a chance de conseguir um jogador como este, você não espera", disse. "Alguém poderia tê-lo adquirido, ou eles poderiam consegir convencê-lo a ficar até o ano que vem, então foi por isso que fizemos a negociação. Quando você está adquirindo um jogador de elite, você tem de dar muito em troca por ele. E nós fizemos isso. Pagamos um bom preço para o Pittsburgh." A menção ao ano seguinte tinha a ver com o final do contrato de Staal, quando ele poderia assinar com qualquer time, o que provavelmente inflaria seu salário. De fato, pelo menos o Toronto Maple Leafs estava negociando com os Penguins, tanto é que o gerente geral dos Leafs, Brian Burke, lamentou em entrevista não ter conseguido o jogador e ironizou: "Não tínhamos um irmão chamado Staal [em nosso elenco]." "Jordan é um jogador de elite que detém uma rara combinação de velocidade, tamanho, oportunismo e responsabilidade defensiva", elogiou Rutherford. "Mesmo com sua idade, já tem uma vasta experiência na NHL, incluindo uma Copa Stanley em 2009." Ele disse não ter conseguido falar de imediato com o jogador, devido ao casamento, mas deixou recado pedindo para ele ligar de volta em alguns dias. Rutherford também não manifestou preocupação sobre a renovação de contrato e chegou a brincar: "Nós vamos dar um jeito de mantê-lo."
As negociações para renovação de contrato iniciaram-se pouco após a troca. Menos de uma semana depois, o acordo era divulgado: extensão de dez anos por uma média anual de seis milhões de dólares, oferta idêntica à que os Penguins tinham oferecido. "Estamos satisfeitos por anunciar que Jordan optou por se comprometer com a organização dos Hurricanes e por fazer da Carolina do Norte sua casa", anunciou Rutherford. "Aos 23 anos, ele só está começando a chegar a seu ápice e agora ele é uma peça fundamental de nossa franquia no longo prazo." Ao ser apresentado, no final do mês, ele já tinha sido nomeado um dos capitães alternados do time e disse que achava que ficava "Muito bem de vermelho".
Ainda em agosto, Staal participou de uma missão humanitária no Haiti com dois ex-colegas de Penguins, Matt Cooke e Joe Vitale, em que foram doados equipamentos para a prática de futebol e hóquei a crianças carentes, além de camisas dos Penguins com o nome de Staal, que não seriam mais vendidas, devido à troca do jogador. Ele já vinha levantando fundos para ajudar a alimentar as crianças haitianas havia quatro anos e deveria ter feito essa viagem em 2010, mas sua contusão à época impediu-o.

### 2012-13
A estreia dos irmãos atuando juntos acabou adiada em mais de dois meses, devido ao locaute que atrasou o início da temporada 2012-13 até 19 de janeiro. Durante a paralisação, os dois irmão seguiram treinando no Raleigh Center Ice. Quando se iniciaram os treinos para a temporada encurtada, a contusão do também central Tuomo Ruutu significou que Eric e Jordan não começariam jogando na mesma linha e cada um seria o central de sua própria linha. Mas a tática não deu certo na estreia: os Hurricanes foram goleados pelos Panthers por 5 a 1, e Jordan não conseguiu demonstrar entrosamento com seu novo parceiro de linha, Jeff Skinner. A partida seguinte foi a estreia de Jordan em casa e marcou também o primeiro ponto do jogador com a camisa dos Hurricanes, um assistência no gol de Skinner, o único do time na derrota por 4 a 1 para o Lightning. A primeira vitória no ano veio no terceiro jogo, também em casa, contra os Sabres, com a contribuição de duas assistências de Jordan nos dois primeiros gols. Seu irmão Eric marcou um hat-trick nessa partida.
O primeiro gol de Jordan com a camisa dos Hurricanes veio no dia 4 de fevereiro, na vitória por 4 a 1 sobre o Toronto Mapla Leafs, em Toronto. No último dia daquele mês, Jordan enfrentou seu ex-time pela primeira vez e levou a melhor, mesmo sem marcar pontos, vencendo também por 4 a 1. "Vai ser divertido jogar contra aqueles caras e tentar vencê-los", dizia, antes da partida. Seu ex-colega Brooks Orpik achava que seria estranho ver Staal do outro lado, mas que a sensação passaria logo: "Talvez seja esquisito no aquecimento, quando você olhar para o outro lado e meio que der um sorriso para o cara. Mas, assim que o jogo começar, acho que a sensação desaparece bem rápido."
Em março, Staal participou do lance que deu origem a um gol do goleiro Martin Brodeur, dos Devils. Brodeur defendeu um chute de Patrick Dwyer, e foi apitada uma penalidade contra os Devils, que não recuperaram a posse do disco. Staal, então, dominou-o e tentou passar para trás, mas Tim Gleason não conseguiu receber, o disco bateu nas bordas laterais e foi direto para o gol vazio dos Canes, já que Dan Ellis tinha deixado a meta para dar lugar a um atacante extra, devido à penalidade atrasada. Por ter sido o último jogador dos Devils a tocar no disco, Brodeur teve para si o crédito do gol.
Já eliminados da briga pelos playoffs, os Hurricanes encerraram a temporada em Pittsburgh, no primeiro retorno de Jordan à cidade onde jogara nas seis temporadas anteriores. "Pittsburgh sempre foi um lugar divertido para se jogar, e tenho muitas boas memórias ali", disse o jogador. "[O retorno] teria sido um pouco melhor se ele significasse algo a mais." Durante o primeiro intervalo para a televisão do jogo, ele foi aplaudido de pé pela torcida local, durante um tributo a ele, mostrado no telão do Consol Energy Center. Sem marcar na partida, ele encerrou sua primeira campanha com os Hurricanes com dez gols e vinte assistências, além de um mais/menos de -18, o pior de sua carreira, mas mostrou esperança para o futuro: "Ainda somos um time jovem, que está sendo construído. Acreditamos realmente neste núcleo, que ele pode vir a jogar os playoffs e estar entre os favoritos."

### 2013-14
Ao voltar de férias, Jordan contou ter perdido 4,5 kg e que sentia estar mais rápido no gelo por causa disso. Só dizia não saber explicar como tinha perdido peso: "Acho que apenas não comi tanto chocolate." Ele também admitiu as dificuldades nas férias anteriores, que contribuíram para uma temporada decepcionante: "O verão passado foi uma confusão. Eu tive onze casamentos para ir, além do meu próprio. Tudo isso somado fez com que fosse um verão difícil para ficar em forma." Apesar desse esforço, o início da temporada foi difícil: ele não marcou gols em seus oito primeiros jogos, quebrando o pequeno tabu apenas na nona partida do ano, juntamente com o colega Jiri Tlusty, na vitória por 4 a 3 sobre o New York Islanders, em 19 de outubro. Ao menos, até ali Staal vinha sendo uma sólida presença defensiva. "Você tem de seguir fazendo o que está fazendo", explicou. "Tem de continuar pressionando, até que um disco bata no meu [traseiro] ou coisa parecida [e entre]. Eu quero marcar gols, e é o que estou tentando fazer, sem dúvida. Mas, obviamente, para marcá-los não quero desistir das minhas outras características." Nesse período, ele voltou pela segunda vez ao Consol Energy Center, mas não considerou essa visita tão emocional quanto a primeira. "Vai ser um pouco diferente desta vez", explicou.
A campanha dos Hurricanes novamente não foi suficiente para classificar o time aos playoffs. Jordan, entretanto, recebeu o Prêmio Josef Vasicek da Associação de Jornalistas Profissionais de Hóquei, dado ao jogador mais acessível à mídia local. O ano, contudo, não foi boa para o jogador, que, com apenas quarenta pontos, teve seu pior total em uma temporada completa desde 2008.

### 2014-15
Na pré-temporada, Staal quebrou a perna direita durante partida contra o Buffalo Sabres, em uma jogada aparentemente simples: ele estava próximo às bordas, levou um tranco de Josh Gorges e imediatamente foi ao gelo. O jogador não conseguia colocar nenhum peso sobre a perna enquanto era levado para fora do rinque e, vinte minutos depois do jogo, já estava de muletas. "É claro que estou preocupado", disse o técnico Bill Peters, que ainda não sabia da gravidade da contusão. "Ele é uma peça importante para seguirmos em frente."
Sem previsão definida para sua volta — após uma cirurgia, ele ficaria no mínimo três meses afastado, com a possibilidade de ficar mais tempo —, Peters definiu Elias Lindholm como substituto no curto prazo, sendo que Riley Nash ou Victor Rask poderia ganhar uma chance quando a temporada começasse. "Há vários jogadores aqui que estão buscando essa oportunidade de preencher um vazio e assumir novos papéis, que eles não necessariamente tiveram no ano passado", disse Nash. Até ali, Staal ainda não tinha ficado fora de nenhuma partida desde que chegara a Raleigh.
Recuperado, Staal voltou aos treinos no dia 6 e ao time em 29 de dezembro, contra o Montreal Canadiens, depois de 35 jogos fora. "Fiquei ansioso nas últimas semanas", confessou. "Acho que vai ser divertido. Obviamente, estou empolgado por voltar. Foi uma verdadeira jornada, e espero não ter mais nenhuma dessas pela frente." Sua ausência foi considerada um dos principais motivos para a má campanha do time até então (dez vitórias, quatro empates e 21 derrotas). "Foi um grande golpe", explicou seu irmão, Eric. "Sem alguém como ele, fica mais fácil para os outros times. Acho que não só ele, mas, com algumas das outras contusões, não pudemos ter no gelo o elenco que imaginávamos no começo. Isso não é desculpa, porque outros times também lidam com isso. Mas definitivamente isso foi uma lacuna em nosso plantel."
Mas a volta de Jordan foi ruim, não apenas pela derrota por 3 a 1, mas também porque o jogador deixou o gelo a dois minutos do fim do jogo, após um tranco em sua perna direita dado por P.K. Subban. "Não sei o que [Subban] estava fazendo, mas ele acabou aterrissando no lugar perfeito", lamentou Staal, após o jogo, em que marcou uma assistência no único gol dos Hurricanes. O técnico Bill Peters, entretanto, dizia que Staal ficaria bem e que a contusão não era grave.
De fato, a contusão não o afastou de nenhum jogo, e Staal acabaria sendo colocado na mesma linha de seu irmão Eric, com este sendo movido para a ponta esquerda. "Vamos ficar assim por enquanto", decretou Peters. A mudança pareceu dar resultado: nos dez primeiros jogos com a nova linha, os Hurricanes tiveram campanha de sete vitórias, três derrotas no tempo normal e duas derrotas após prorrogação, uma grande melhora em relação à campanha anterior (10-22-4). Nesse período, Eric marcou nove gols e onze pontos, enquanto seu irmão marcou nove pontos. "Estou me divertindo jogando com Jordan", disse Eric. Joguei como central durante toda a minha carreira. A ponta esquerda é uma posição diferente, mas, quando você joga com alguém com as qualidades dele, fica equilibrado e ajuda o meu jogo."
Com a aproximação da data-limite de trocas, passaram a surgir na imprensa especulações de que Jordan poderia ser trocado, inclusive de volta aos Penguins. O gerente geral Ron Francis sugeriu que os Canes teriam um papel ativo até a data-limite, mas tudo indicava que apenas jogadores cujos contratos estavam por expirar estavam sendo cogitados nas conversas entre os times.

### 2015-16
Sem conseguir chegar a um acordo para a renovação do contrato de Eric, em 28 de fevereiro de 2016 os Hurricanes trocaram-no com o New York Rangers. "Obviamente, é frustrante", disse Jordan, ao ser questionado sobre a saída do irmão. "Quando vim para cá, nós queríamos vencer. Demos tudo o que podíamos para levar este time aonde queríamos chegar. Entendemos que, quando as coisas não dão certo, elas mudam. É algo que teremos de engolir."
Apesar disso, Jordan terminou a temporada com vinte gols, seu maior total desde que chegara a Raleigh, e também liderou o elenco em mais/menos, com +6. "Acho que ele evoluiu bastante", elogiou Francis. "Acho que ele usou melhor seu tamanho, sentiu-se mais confortável ao fazê-lo e avançar com o disco para o gol adversário, percebendo como pará-lo era difícil para os outros, com seu tamanho e técnica." Staal já não jogava na mesma linha do irmão, sendo pareado com Andrej Nestrašil e Joakim Nordström, e a linha foi produtiva até a contusão de Nestrašil.

### 2016–17
Antes de sua primeira temporada completa em Raleigh sem a companhia de Eric, Jordan falou sobre a situação: "Sinto falta dele. Definitivamente, é diferente não tê-lo por perto. É um negócio, e entendemos isso." A vaga de capitão da equipe ficara vaga com a saída de Eric e, mesmo para a nova temporada, os Canes decidiram não preenchê-la. Jordan era uma das possibilidades, mas garantia não ter pensado muito na situação: "Com a saída de Eric, todos sabem do 'buraco' que ficou nesse aspecto. Não vai cair sobre os ombros de apenas um jogador. Vários caras vão ter de assumir diferentes papéis nessa questão de liderança, incluindo eu."

### 2017–18
Durante a temporada de 2017–18, Hannah Staal, terceira filha de Jordan, nasceu com anencefalia e morreu durante o parto, em fevereiro de 2018. "Tem sido um ano duro, dentro e fora do gelo", disse Stall, semanas depois. "Tem sido difícil em muitas áreas. Meu casamento, minha fé, tudo isso foi desafiado. Aprendemos muito, crescemos muito. Tem sido duro, mas temos muitas grandes pessoas ao meu lado que têm sido fantásticas, minha família especialmente e bons amigos também. É bom ver o apoio que você não sabe que tem até passar por algo assim." As filhas mais velhas, Abigail e Lilah, não nasceram com a mesma condição. Durante aquele mês, Staal ficou fora de três partidas dos Hurricanes. O clube divulgou nota oficial sobre a morte de Hannah.